# Neotinea
Neotinea is een geslacht van zeven Europese soorten terrestrische orchideeën. Daarvan komt een voor in België en Nederland, de aangebrande orchis (Neotinea ustulata).

## Naamgeving en etymologie
De naam Neotinea is afkomstig van het Griekse 'neos' en van Vincenzo Tineo, een Italiaanse botanicus uit de negentiende eeuw.

## Kenmerken
Neotinea-soorten zijn terrestrische, overblijvende planten (geofyten), die overwinteren met twee ondergrondse, eivormige wortelknollen.
Daaruit ontstaat in het voorjaar een bloeistengel met twee of drie bladeren onderaan de stengel, naar boven toe kleiner wordend tot schubben, en een dichte bloeiaar met kleine bloemen.
De bloem heeft een lip met twee lange zijlobben en een lange middenlob, die onderaan nog eens ingesneden is, en een kort en afgerond spoor.

## Verspreiding en voorkomen
Neotinea-soorten komen voor in Europa en het Midden-Oosten.

## Verwante en gelijkende soorten
Neotinea is nauw verwant aan Orchis en Pseudorchis.

## Soorten
Het geslacht telt zeven soorten, die allemaal voorkomen in Europa. In België en Nederland komt enkel de aangebrande orchis voor.
- Neotinea commutata
- Neotinea conica
- Neotinea corsica
- Neotinea lactea
- Neotinea maculata (Desf.) Stearn (1974) (Nonnetjesorchis)
- Neotinea tridentata (Scop.) R.M.Bateman, Pridgeon & M.W.Chase (1997) (Drietandorchis)
- Neotinea ustulata (L.) R.M.Bateman, Pridgeon & M.W.Chase (1997) (Aangebrande orchis)

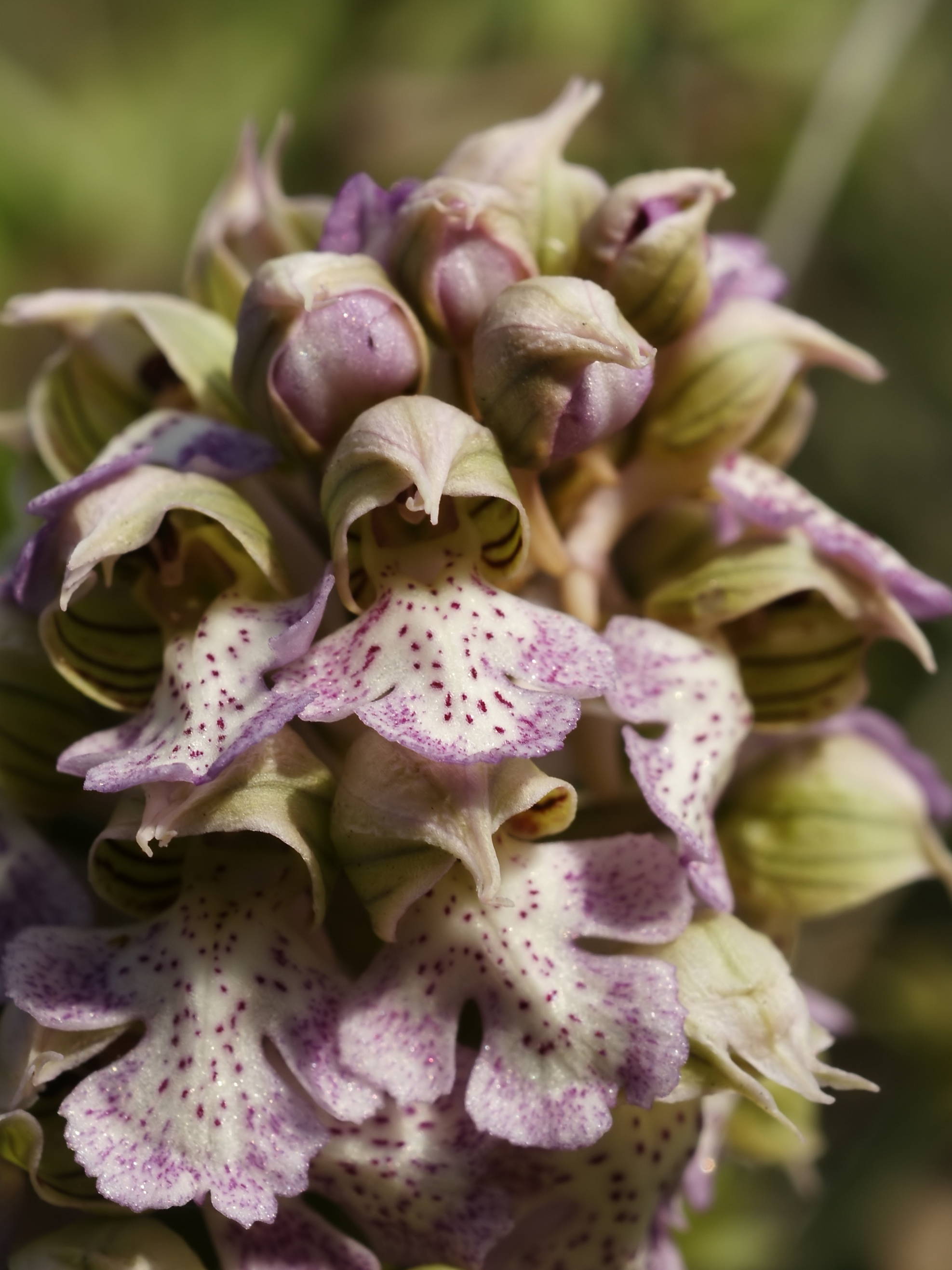
Neotinea lactea
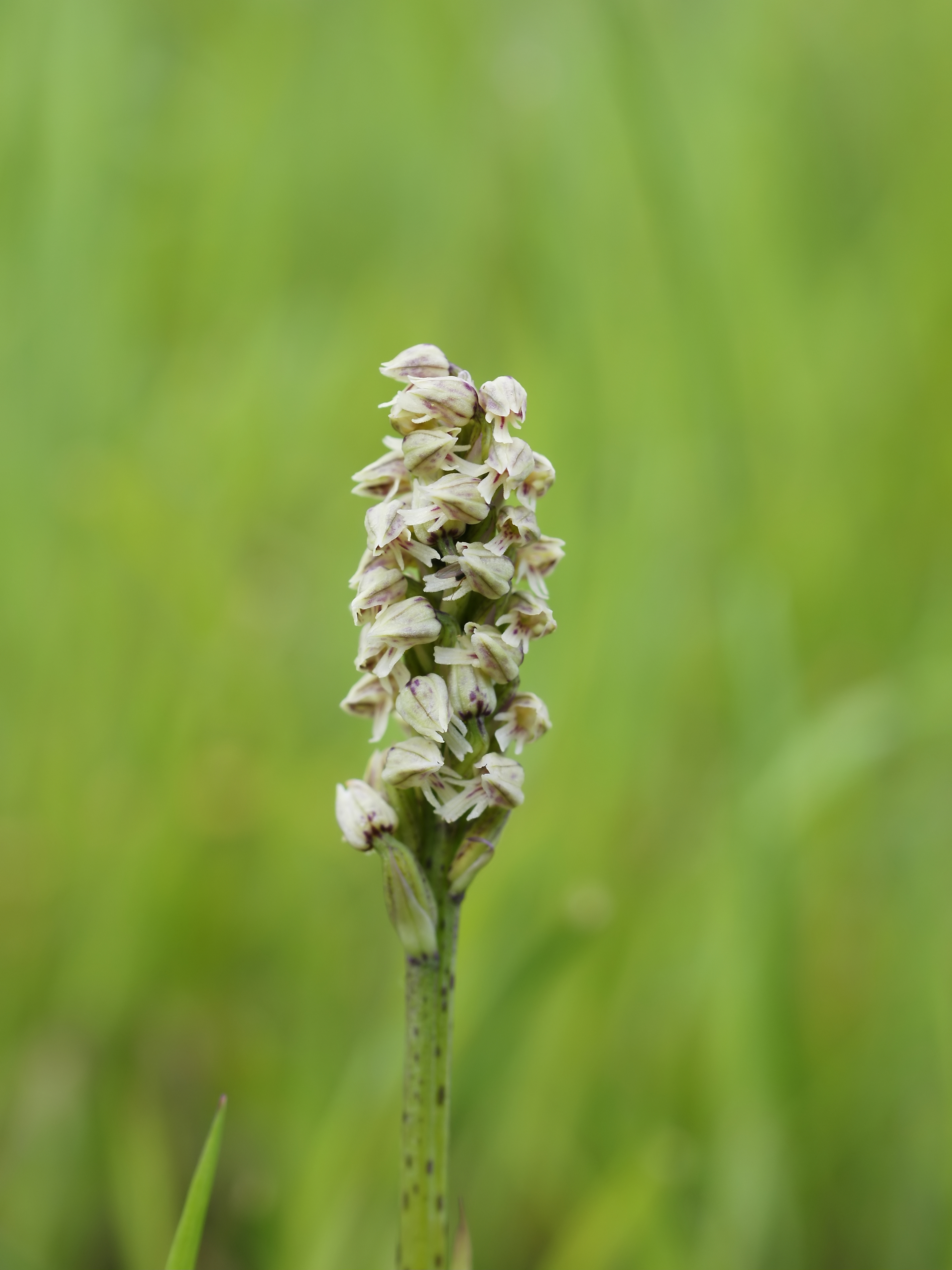
Nonnetjesorchis (Neotinea maculata)
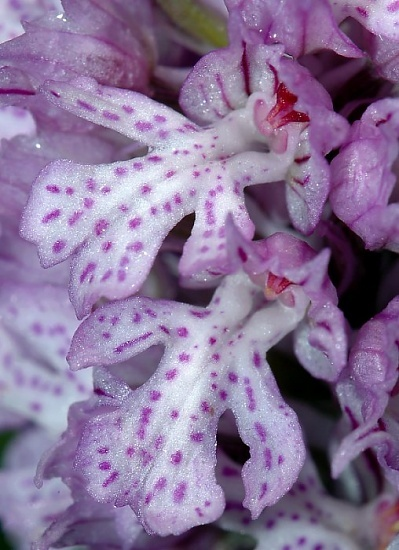
Neotinea tridentata
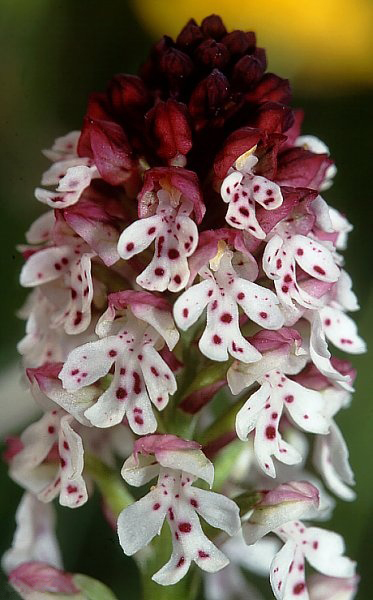
Aangebrande orchis (Neotinea ustulata)